# Horacio Zeballos
Horacio Zeballos Jr. (Mar del Plata, 27 d'abril de 1985) és un tennista professional argentí present en el circuit masculí de tennis.
En el seu palmarès té un títol individual però ha destacat principalment en la modalitat de dobles masculins aconseguint un total de vint títols. Aquests resultats li van permetre arribar al 39è (2013) i al tercer (2019) lloc dels rànquings respectius. Ha disputat tres finals de Grand Slam en dobles masculins junt al català Marcel Granollers, tot i que mai han aconseguit imposar-se en la final.

## Torneigs de Grand Slam

### Dobles masculins: 4 (1−3)
| Resultat  | Núm. | Any  | Torneig       | Parella           | Oponents                          | Marcador              |
| --------- | ---- | ---- | ------------- | ----------------- | --------------------------------- | --------------------- |
| Finalista | 1.   | 2019 | US Open       | Marcel Granollers | Juan Sebastián Cabal Robert Farah | 4−6, 5−7              |
| Finalista | 2.   | 2021 | Wimbledon     | Marcel Granollers | Nikola Mektić Mate Pavić          | 4−6, 6−7(5), 6−2, 5−7 |
| Finalista | 3.   | 2023 | Wimbledon     | Marcel Granollers | Wesley Koolhof Neal Skupski       | 4−6, 4−6              |
| Guanyador | 1.   | 2025 | Roland Garros | Marcel Granollers | Joe Salisbury Neal Skupski        | 6−0, 6−7(5), 7−5      |

## Palmarès

### Individual: 2 (1−1)
| Llegenda                          |
| --------------------------------- |
| Grand Slams (0−0)                 |
| ATP Finals (0−0)                  |
| ATP World Tour Masters 1000 (0−0) |
| ATP World Tour 500 (0−0)          |
| ATP World Tour 250 (1−1)          |

| Títols per superfície |
| --------------------- |
| Dura (0−1)            |
| Gespa (0−0)           |
| Terra batuda (1−0)    |

| Resultat  | Núm. | Data                  | Torneig                 | Superfície   | Oponents         | Marcador            |
| --------- | ---- | --------------------- | ----------------------- | ------------ | ---------------- | ------------------- |
| Finalista | 1.   | 1 de novembre de 2009 | Sant Petersburg, Rússia | Dura (i)     | Serhí Stakhovski | 6−2, 6−7(8), 6−7(7) |
| Guanyador | 1.   | 10 de febrer de 2013  | Viña del Mar, Xile      | Terra batuda | Rafael Nadal     | 6−7(2), 7−6(6), 6−4 |

### Dobles masculins: 47 (25−22)
| Llegenda                          |
| --------------------------------- |
| Grand Slams (1−3)                 |
| ATP Finals (0−1)                  |
| ATP World Tour Masters 1000 (9−1) |
| ATP World Tour 500 (3−1)          |
| ATP World Tour 250 (12−15)        |

| Títols per superfície |
| --------------------- |
| Dura (7−9)            |
| Gespa (1−3)           |
| Terra batuda (17−9)   |

| Resultat  | Núm. | Data                   | Torneig                     | Superfície   | Parella           | Oponents                             | Marcador              |
| --------- | ---- | ---------------------- | --------------------------- | ------------ | ----------------- | ------------------------------------ | --------------------- |
| Guanyador | 1.   | 21 de febrer de 2010   | Buenos Aires, Argentina     | Terra batuda | Sebastián Prieto  | Simon Greul Peter Luczak             | 7−6(4), 6−3           |
| Finalista | 1.   | 7 de febrer de 2010    | Santiago, Xile              | Terra batuda | Potito Starace    | Łukasz Kubot Oliver Marach           | 4−6, 0−6              |
| Guanyador | 2.   | 1 de maig de 2011      | Munic, Alemanya             | Terra batuda | Simone Bolelli    | Andreas Beck Christopher Kas         | 7−6(3), 6−4           |
| Finalista | 2.   | 29 de setembre de 2013 | Kuala Lumpur, Malàisia      | Dura (i)     | Pablo Cuevas      | Eric Butorac Raven Klaasen           | 2−6, 4−6              |
| Finalista | 3.   | 16 de febrer de 2014   | Buenos Aires                | Terra batuda | Pablo Cuevas      | Marcel Granollers Marc López         | 5−7, 4−6              |
| Guanyador | 3.   | 28 de febrer de 2016   | São Paulo, Brasil           | Terra batuda | Julio Peralta     | P. Carreño Busta David Marrero       | 4−6, 6−1, [10−5]      |
| Guanyador | 4.   | 24 de juliol de 2016   | Gstaad, Suïssa              | Terra batuda | Julio Peralta     | Mate Pavić Michael Venus             | 7−6(2), 6−2           |
| Guanyador | 5.   | 7 d'agost de 2016      | Atlanta, Estats Units       | Dura         | Andrés Molteni    | Johan Brunström Andreas Siljeström   | 7−6(2), 6−4           |
| Guanyador | 6.   | 25 de setmebre de 2016 | Metz, França                | Dura (i)     | Julio Peralta     | Mate Pavić Michael Venus             | 6−3, 7−6(4)           |
| Finalista | 4.   | 12 de febrer de 2017   | Quito, Equador              | Terra batuda | Julio Peralta     | James Cerretani Philipp Oswald       | 3−6, 1−2, retirada    |
| Guanyador | 7.   | 16 d'abril de 2017     | Houston, Estats Units       | Terra batuda | Julio Peralta     | Dustin Brown Frances Tiafoe          | 4−6, 7−5, [10−6]      |
| Finalista | 5.   | 26 d'agost de 2017     | Winston-Salem, Estats Units | Dura         | Julio Peralta     | Jean-Julien Rojer Horia Tecău        | 3−6, 4−6              |
| Finalista | 6.   | 24 de setembre de 2017 | Sant Petersburg, Rússia     | Dura (i)     | Julio Peralta     | Roman Jebavý Matwé Middelkoop        | 4−6, 4−6              |
| Finalista | 7.   | 7 de gener de 2018     | Brisbane, Austràlia         | Dura         | Leonardo Mayer    | Henri Kontinen John Peers            | 6−3, 3−6, [2−10]      |
| Guanyador | 8.   | 18 de febrer de 2018   | Buenos Aires (2)            | Terra batuda | Andrés Molteni    | J.S. Cabal Robert Farah              | 6−3, 5−7, [10−3]      |
| Guanyador | 9.   | 22 de juliol de 2018   | Båstad, Suècia              | Terra batuda | Julio Peralta     | Simone Bolelli Fabio Fognini         | 6−3, 6−4              |
| Guanyador | 10.  | 29 de juliol de 2018   | Hamburg, Alemanya           | Terra batuda | Julio Peralta     | Oliver Marach Mate Pavić             | 6−1, 4−6, [10−6]      |
| Finalista | 8.   | 10 de febrer de 2019   | Córdoba, Argentina          | Terra batuda | Máximo González   | Roman Jebavý Andrés Molteni          | 4−6, 6−7(4)           |
| Guanyador | 11.  | 17 de febrer de 2019   | Buenos Aires (3)            | Terra batuda | Máximo González   | Diego Schwartzman Dominic Thiem      | 6−1, 6−1              |
| Guanyador | 12.  | 17 de març de 2019     | Indian Wells, Estats Units  | Dura         | Nikola Mektić     | Łukasz Kubot Marcelo Melo            | 4−6, 6−4, [10−3]      |
| Finalista | 9.   | 29 de juny de 2019     | Eastbourne, Regne Unit      | Gespa        | Máximo González   | J.S. Cabal Robert Farah              | 6−3, 6−7(4), [6−10]   |
| Finalista | 10.  | 21 de juliol de 2019   | Båstad                      | Terra batuda | Federico Delbonis | Sander Gillé Joran Vliegen           | 7−5(5), 5−7, [5−10]   |
| Guanyador | 13.  | 12 d'agost de 2019     | Mont-real, Canadà           | Dura         | Marcel Granollers | Wesley Koolhof Robin Haase           | 7−5, 7−5              |
| Finalista | 11.  | 6 de setembre de 2019  | US Open, Estats Units       | Dura         | Marcel Granollers | J.S. Cabal Robert Farah              | 4−6, 5−7              |
| Guanyador | 14.  | 16 de febrer de 2020   | Buenos Aires (4)            | Terra batuda | Marcel Granollers | Guillermo Durán Juan Ignacio Londero | 6−4, 5−7, [18−16]     |
| Guanyador | 15.  | 23 de febrer de 2020   | Rio de Janeiro, Brasil      | Terra batuda | Marcel Granollers | Salvatore Caruso Federico Gaio       | 6−4, 5−7, [10−7]      |
| Finalista | 12.  | 13 de setembre de 2020 | Kitzbühel, Àustria          | Terra batuda | Marcel Granollers | Austin Krajicek Franko Škugor        | 6−7(5), 5−7           |
| Guanyador | 16.  | 20 de setembre de 2020 | Roma, Itàlia                | Terra batuda | Marcel Granollers | Jérémy Chardy Fabrice Martin         | 6−4, 5−7, [10−8]      |
| Finalista | 13.  | 21 de març de 2021     | Acapulco, Mèxic             | Dura         | Marcel Granollers | Ken Skupski Neal Skupski             | 6−7(3), 4−6           |
| Guanyador | 17.  | 9 de maig de 2021      | Madrid, Espanya             | Terra batuda | Marcel Granollers | Nikola Mektić Mate Pavić             | 1−6, 6−3, [10−8]      |
| Finalista | 14.  | 11 de juliol de 2021   | Wimbledon, Regne Unit       | Gespa        | Marcel Granollers | Nikola Mektić Mate Pavić             | 4−6, 6−7(5), 6−2, 5−7 |
| Guanyador | 18.  | 22 d'agost de 2021     | Cincinnati, Estats Units    | Dura         | Marcel Granollers | Steve Johnson Austin Krajicek        | 7−6(5), 7−6(5)        |
| Finalista | 15.  | 13 de febrer de 2022   | Buenos Aires (2)            | Terra batuda | Fabio Fognini     | Santiago González Andrés Molteni     | 1−6, 1−6              |
| Guanyador | 19.  | 19 de juny de 2022     | Halle, Alemanya             | Gespa        | Marcel Granollers | Tim Pütz Michael Venus               | 6−4, 6−7(5), [14−12]  |
| Finalista | 16.  | 27 de maig de 2023     | Ginebra, Suïssa             | Terra batuda | Marcel Granollers | Jamie Murray Michael Venus           | 6−7(6), 6−7(3)        |
| Finalista | 17.  | 16 de juliol de 2023   | Wimbledon (2)               | Gespa        | Marcel Granollers | Wesley Koolhof Neal Skupski          | 4−6, 4−6              |
| Guanyador | 20.  | 15 d'octubre de 2023   | Xangai, Xina                | Dura         | Marcel Granollers | Rohan Bopanna Matthew Ebden          | 5−7, 6−2, [10−7]      |
| Finalista | 18.  | 19 de novembre de 2023 | ATP Finals, Torí, Itàlia    | Dura (i)     | Marcel Granollers | Rajeev Ram Joe Salisbury             | 3−6, 4−6              |
| Finalista | 19.  | 13 de gener de 2024    | Auckland, Nova Zelana       | Dura         | Marcel Granollers | Wesley Koolhof Nikola Mektić         | 3−6, 7−6(5), [7−10]   |
| Finalista | 20.  | 18 de febrer de 2024   | Buenos Aires (3)            | Terra batuda | Marcel Granollers | Simone Bolelli Andrea Vavassori      | 2−6, 6−7(6)           |
| Finalista | 21.  | 16 de març de 2024     | Indian Wells                | Dura         | Marcel Granollers | Wesley Koolhof Nikola Mektić         | 6−7(2), 6−7(4)        |
| Guanyador | 21.  | 19 de setembre de 2024 | Roma (2)                    | Terra batuda | Marcel Granollers | Marcelo Arévalo Mate Pavić           | 6−2, 6−2              |
| Guanyador | 22.  | 12 d'agost de 2024     | Mont-real (2)               | Dura         | Marcel Granollers | Rajeev Ram Joe Salisbury             | 6−2, 7−6(4)           |
| Guanyador | 23.  | 6 d'abril de 2025      | Bucarest, Romania           | Terra batuda | Marcel Granollers | Jakob Schnaitter Mark Wallner        | 7−6(3), 6−4           |
| Guanyador | 24.  | 4 de maig de 2025      | Madrid (2)                  | Terra batuda | Marcel Granollers | Marcelo Arévalo Mate Pavić           | 6−4, 6−4              |
| Guanyador | 25.  | 7 de juny de 2025      | Roland Garros, França       | Terra batuda | Marcel Granollers | Joe Salisbury Neal Skupski           | 6−0, 6−7(5), 7−5      |

#### Períodes com a número 1
| Núm. | Predecessor   | Dates                   | Successor       | Setmanes | Acumulat |
| ---- | ------------- | ----------------------- | --------------- | -------- | -------- |
| 1.   | Matthew Ebden | 06/05/2024 − 09/06/2024 | Matthew Ebden   | 5        | 5        |
| 2.   | Matthew Ebden | 15/07/2024 − 10/11/2024 | Marcelo Arévalo | 17       | 22       |

## Trajectòria

### Individual
| Open d'Austràlia | A   | 1R    | A   | A   | 1R    | 1R  | Q1  | A    | 1R    | 1R    | 0 / 5    | 0 – 5    |
| Roland Garros | A   | 2R    | A   | 2R  | 2R    | Q2  | Q1  | 1R   | 4R    | 2R    | 0 / 6    | 7 – 6    |
| Wimbledon | A   | 1R    | A   | A   | 1R    | A   | 1R  | 1R   | 1R    | 2R    | 0 / 6    | 1 – 6    |
| US Open | 2R  | 1R    | 1R  | Q1  | 1R    | Q1  | Q1  | 2R   | 1R    | A     | 0 / 6    | 2 – 6    |
| Total Victòries−Derrotes                                                                                                   | 5−5 | 16−28 | 5−6 | 3−9 | 15−23 | 7−9 | 2−4 | 7−13 | 20−22 | 11−14 | 77 – 108 | 77 – 108 |
| Rànquing a final d'any | 45  | 110   | 109 | 85  | 56    | 123 | 124 | 71   | 66    | 173   |          |          |
| Llegenda: G: Guanyador; F: Finalista; SF: Semifinalista; QF: Quarts de final; Q: Qualificació; A: Absent; RR: Round Robin; |     |       |     |     |       |     |     |      |       |       |          |          |

### Dobles masculins
| Torneig | 2009        | 2010        | 2011        | 2012 | 2013        | 2014        | 2015        | 2016 | 2017        | 2018        | 2019        | 2020        | 2021  | 2022  | 2023  | 2024 | Títols    | V – D     |
| --- | ----------- | ----------- | ----------- | ---- | ----------- | ----------- | ----------- | ---- | ----------- | ----------- | ----------- | ----------- | ----- | ----- | ----- | ---- | --------- | --------- |
| Open d'Austràlia | A           | 3R          | A           | A    | 1R          | 1R          | 2R          | A    | 1R          | 1R          | QF          | 3R          | 1R    | SF    | SF    | 3R   | 0 / 12    | 18 – 12   |
| Roland Garros | 1R          | 2R          | A           | QF   | SF          | 2R          | 1R          | 1R   | QF          | 2R          | 1R          | 3R          | 2R    | SF    | SF    |      | 0 / 14    | 24 – 14   |
| Wimbledon | A           | 2R          | A           | A    | 2R          | A           | A           | 1R   | 2R          | 2R          | 3R          | NC          | F     | A     | F     |      | 0 / 8     | 16 – 8    |
| US Open | A           | SF          | 2R          | 1R   | 3R          | 1R          | 1R          | 1R   | 2R          | 2R          | F           | 1R          | QF    | 1R    | 3R    |      | 0 / 14    | 19 – 14   |
| Jocs Olímpics | No celebrat | No celebrat | No celebrat | A    | No celebrat | No celebrat | No celebrat | A    | No celebrat | No celebrat | No celebrat | No celebrat | 1R    | NC    | NC    |      | 0 / 1     | 0 – 1     |
| ATP Finals | A           | A           | A           | A    | A           | A           | A           | A    | A           | A           | A           | SF          | SF    | RR    | F     |      | 0 / 4     | 7 – 9     |
| Total Victòries−Derrotes                                                                                                   | 4−5         | 29−15       | 8−4         | 8−8  | 20−19       | 9−10        | 2−6         | 17−6 | 25−18       | 34−18       | 45−21       | 24−11       | 29−14 | 29−23 | 40−19 |      | 243 – 149 | 243 – 149 |
| Rànquing a final d'any | 79          | 72          | 45          | 38   | 29          | 4           | 3           | 6    | 14          | 5           | 10          | 3           | 6     | 14    | 5     |      |           |           |
| Llegenda: G: Guanyador; F: Finalista; SF: Semifinalista; QF: Quarts de final; Q: Qualificació; A: Absent; RR: Round Robin; |             |             |             |      |             |             |             |      |             |             |             |             |       |       |       |      |           |           |

## Guardons
- ATP Newcomer of the Year (2009)[2]